# Portas da Cidade (Valeta)

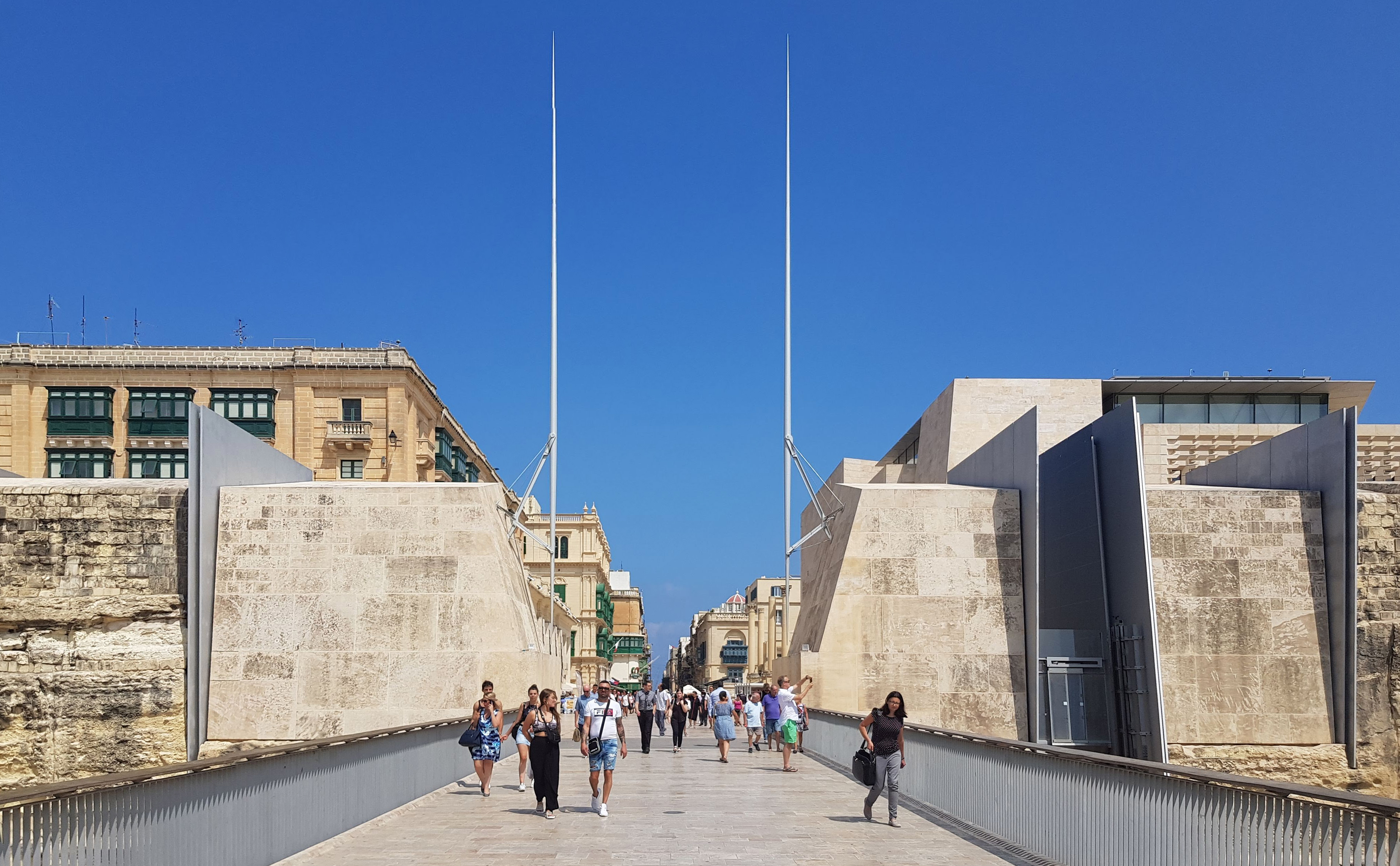
Portas da cidade de Valeta.

As Partas da Cidade (em maltês Bieb il-Belt) é a entrada para a cidade de Valeta, Malta. A estrutura que hoje em dia serve de entrada à capital foi desenhada pelo arquiteto Alziro Bergonzo e construída entre 1964 e 1965.

## História
As portas originais, Porta San Giorgio, foram desenhadas pelo engenheiro militar Francesco Laparelli, que também desenhou o resto da cidade; foram erguidas entre 1566 e 1569. Em 1632 foi substituída por uma entrada mais ornamentada; o projecto foi do arquitecto maltês Tommaso Dingli.
Em 1853, durante o domínio britânico, foi construída a porta foi substituída por uma nova, projectada pelo Coronel Thompson. No final do século XIX, início do século XX, as portas adquiriram o nome de Porta Real, Putirjal em maltês. As actuais portas foram inauguradas em 1964, no âmbito das comemorações da Independência de Malta. Essas obras estavam integradas num projecto que visava renovar a entrada da cidade e a Ópera Real.
1. ↑  «How Valletta's main entrance has changed over the years». Malta Audio Visual Memories (em inglês). Consultado em 11 de junho de 2024